# Кловіс (Нью-Мексико)
Кловіс (англ. Clovis) — місто (англ. city) на південному заході США, адміністративний центр округу Каррі штату Нью-Мексико. Населення — 38 567 осіб (2020). У місті розташована авіабаза ВПС США Кеннон. Разом з Порталесом становить об'єднану статистичну область.

## Географія
Кловіс розташоване на східній межі штату Нью-Мексико з Техасом на плоскогір'ї Ллано-Естакадо. Висота над рівнем моря понад 1300 метрів. За даними Бюро перепису населення США площа території міста 58,2 км (22,5 кв. миль), з яких 0,3 км 2 (0,1 кв. милі) зайнято водною поверхнею. Водна поверхня представлена переважно штучними ставками в парках міста. Місто Порталес, об'єднане з Кловісом у статистичну область, розташовано за 17 кілометрах на південь.

### Клімат
| Клімат : Кловіс              | Клімат : Кловіс | Клімат : Кловіс | Клімат : Кловіс | Клімат : Кловіс | Клімат : Кловіс | Клімат : Кловіс | Клімат : Кловіс | Клімат : Кловіс | Клімат : Кловіс | Клімат : Кловіс | Клімат : Кловіс | Клімат : Кловіс | Клімат : Кловіс |
| Показник                     | Січ.            | Лют.            | Бер.            | Квіт.           | Трав.           | Черв.           | Лип.            | Серп.           | Вер.            | Жовт.           | Лист.           | Груд.           | Рік             |
| Абсолютний максимум, °C      | 26,1            | 28,3            | 32,8            | 37,2            | 39,4            | 43,3            | 42,8            | 43,3            | 40,6            | 36,7            | 29,4            | 32,8            | 43,3            |
| Середній максимум, °C        | 10,6            | 13,3            | 17,1            | 22,4            | 27,1            | 31,9            | 33,3            | 32,3            | 28,7            | 22,9            | 15,9            | 11,2            | 22,2            |
| Середній мінімум, °C         | −4,8            | −2,9            | 0,1             | 5,1             | 10,3            | 15,3            | 17,6            | 16,8            | 12,8            | 6,7             | 0,1             | −3,8            | 6,1             |
| Абсолютний мінімум, °C       | −24,4           | −27,2           | −20             | −11,1           | −2,8            | 2,2             | 10,0            | 7,8             | −0,6            | −10,6           | −18,3           | −22,8           | −27,2           |
| Норма опадів, мм             | 12              | 10              | 17              | 26              | 49              | 67              | 66              | 87              | 55              | 44              | 19              | 18              | 470             |
| ---------------------------- | --------------- | --------------- | --------------- | --------------- | --------------- | --------------- | --------------- | --------------- | --------------- | --------------- | --------------- | --------------- | --------------- |
| Джерело: The Weather Channel |                 |                 |                 |                 |                 |                 |                 |                 |                 |                 |                 |                 |                 |

## Демографія
Згідно з переписом 2010 року, у місті мешкало 37 775 осіб у 14 288 домогосподарствах у складі 9537 родин. Густота населення становила 637 осіб/км².  Було 15573 помешкання (263/км²).
Расовий склад населення:
| - 68,5 % — білих - 6,9 % — чорних або афроамериканців - 1,4 % — азіатів - 1,1 % — корінних американців - 0,1 % — вихідців з тихоокеанських островів - 17,7 % — осіб інших рас |

До двох чи більше рас належало 4,3 %. Частка іспаномовних становила 41,8 % від усіх жителів.
За віковим діапазоном населення розподілялося таким чином: 28,6 % — особи молодші 18 років, 59,7 % — особи у віці 18—64 років, 11,7 % — особи у віці 65 років та старші. Медіана віку мешканця становила 31,8 року. На 100 осіб жіночої статі у місті припадало 98,5 чоловіків;  на 100 жінок у віці від 18 років та старших — 95,8 чоловіків також старших 18 років.
Середній дохід на одне домашнє господарство  становив 56 540 доларів США (медіана — 40 721), а середній дохід на одну сім'ю — 65 955 доларів (медіана — 50 307). Медіана доходів становила 36 011 долар для чоловіків та 28 666 доларів для жінок. За межею бідності перебувало 22,2 % осіб, у тому числі 34,6 % дітей у віці до 18 років та 10,6 % осіб у віці 65 років та старших.
Цивільне працевлаштоване населення становило 16 134 особи. Основні галузі зайнятості: освіта, охорона здоров'я та соціальна допомога — 24,2 %, роздрібна торгівля — 11,7 %, публічна адміністрація — 10,4 %.